# Andrei Màrkov

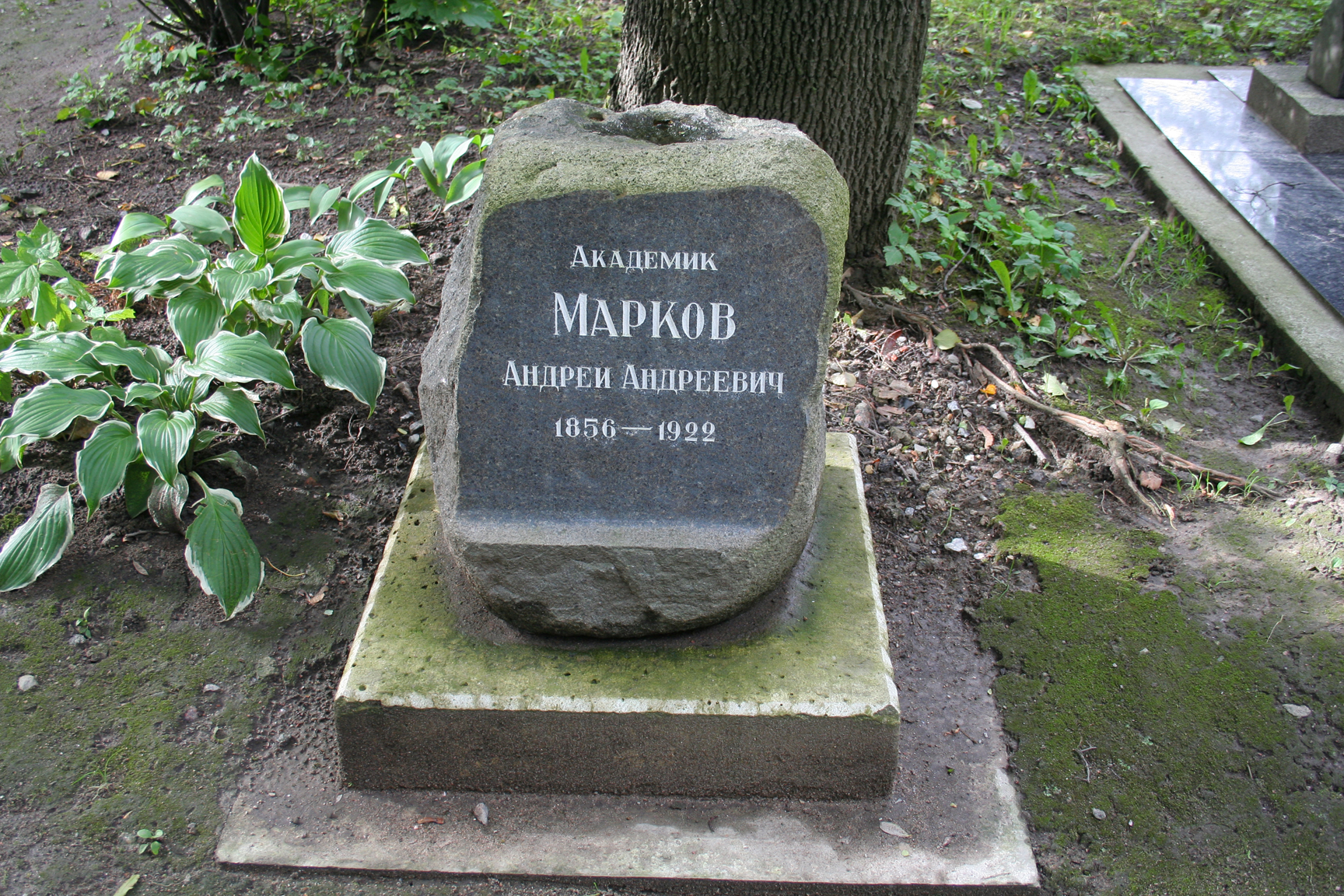
La seva tomba al racó literari del Cementiri Volkov de Sant Petersburg

Andrei Andréievitx Màrkov, rus: Андре́й Андре́евич Ма́рков, (14 de juny [C.J. 2 de juny] de 1856 Riazan - 20 de juliol de 1922, Petrograd) fou un matemàtic rus conegut pels seus treballs en teoria de nombres i teoria de la probabilitat.

## Biografia
Nascut a Riazan, abans dels 10 anys el seu pare, un funcionari estatal, va ser traslladat a Sant Petersburg on Andrei va entrar a estudiar en un institut de la ciutat. Des del principi va mostrar cert talent per a les matemàtiques i quan es va graduar en 1874 ja coneixia diversos matemàtics de la Universitat de Sant Petersburg, on va ingressar després de la seva graduació. A la Universitat va ser deixeble de Txebixov i després de realitzar les seves tesis de mestratge i doctorat, en 1886 va accedir com a adjunt a l'Acadèmia de Ciències de Sant Petersburg a proposta del mateix Txebixov. Deu anys després Màrkov havia guanyat el·lloc d'acadèmic regular. Des de 1880, després de defensar la seva tesi de mestratge, Màrkov va impartir classes a la Universitat i, quan el mateix Txebixov va deixar la Universitat tres anys després, va ser Màrkov qui el va substituir en els cursos de teoria de la probabilitat. El 1905, després de 25 anys d'activitat acadèmica, Màrkov es va retirar definitivament de la Universitat, encara que va seguir impartint alguns cursos sobre teoria de la probabilitat.
A part del seu perfil acadèmic, Andrei Màrkov va ser un convençut activista polític. Es va oposar als privilegis de la noblesa tsarista i va arribar a rebutjar les condecoracions del mateix tsar en protesta per algunes decisions polítiques relacionades amb l'Acadèmia de Ciències. Fins a tal punt va arribar la seva implicació en la política que va arribar a ser conegut amb el sobrenom de "l'acadèmic militant".
Markov va arrossegar durant tota la seva vida problemes relacionats amb una malformació congènita al genoll que el portaria diverses vegades a la sala d'operacions i que, amb el temps, va ser la causa de la seva mort quan el 20 de juliol l'any 1922 una de les moltes operacions a què es va sotmetre li va produir una infecció generalitzada de la que no va poder recuperar-se.
Encara que Màrkov va influir sobre diversos camps de les matemàtiques, per exemple en els seus treballs sobre fraccions contínues, la història li recordarà principalment pels seus resultats relacionats amb la teoria de la probabilitat. A 1887 va completar la prova que permetia generalitzar el teorema central del límit i que ja havia avançat Txebixov. Però la seva aportació més coneguda és una altra.
El seu treball teòric en el camp dels processos en què estan involucrats components aleatoris (processos estocàstics) donarien fruit en un instrument matemàtic que actualment es coneix com a cadena de Màrkov: seqüències de valors d'una variable aleatòria en les quals el valor de la variable en el futur depèn del valor de la variable en el present, però és independent de la història d'aquesta variable. Les cadenes de Màrkov, avui dia, es consideren una eina essencial en disciplines com l'economia, l'enginyeria, la investigació d'operacions i moltes altres.